# Johan Harmenberg
Johan Georg Harmenberg (ur. 8 września 1954 w Sztokholmie) – szwedzki szpadzista, złoty medalista olimpijski i trzykrotny medalista mistrzostw świata.
Na igrzyskach olimpijskich w Moskwie w 1980 roku wywalczył złoty medal w turnieju indywidualnym. W rundzie finałowej wygrał 4 z 5 walk i wyprzedził Węgra Ernő Kolczonaya i Francuza Philippe'a Ribouda. Zajął tam także piąte miejsce w rywalizacji drużynowej. Były to jego jedyne starty olimpijskie.
Podczas mistrzostw świata w Buenos Aires w 1977 roku zwyciężył w zawodach indywidualnych, wyprzedzając rodaka, Rolfa Edlinga i Szwajcara Patrice'a Gaille'a. Wspólnie z Rolfem Edlingiem, Leifem Högströmem i Hansem Jacobsonem zdobył również złoty medal w zawodach drużynowych. Ponadto na rozgrywanych rok później mistrzostwach świata w Hamburgu razem z Rolfem Edlingiem, Göranem Malkarem, Hansem Jacobsonem i Carlem von Essenem zajął drużynowo trzecie miejsce.